# IC 2830
IC 2830 ist eine Balken-Spiralgalaxie vom Hubble-Typ SB? im Sternbild Löwe auf der Ekliptik. Sie ist schätzungsweise 532 Millionen Lichtjahre von der Milchstraße entfernt.
Das Objekt wurde am 27. März 1906 vom deutschen Astronomen Max Wolf entdeckt.